# Deutscher Science-Fiction-Preis
Der Deutsche Science-Fiction-Preis (Eigenschreibweise teilweise ohne Bindestriche) ist ein Literaturpreis und wird seit 1985 jährlich vom Science Fiction Club Deutschland (SFCD) verliehen. Von 1985 bis 1998 wurde der Preis als „SFCD-Literaturpreis“ verliehen.
Von Anfang an widmete sich der SFCD vor allem der deutschsprachigen Science-Fiction und begann, ausgewählte Werke mit dem sogenannten Clubsiegel als Publikumspreis auszuzeichnen.
Seit 1985 zeichnet der SFCD den besten deutschsprachigen Roman und die beste deutschsprachige Kurzgeschichte des jeweiligen Vorjahres aus. Der Preis (momentan je 1000 Euro pro Kategorie) wird während des SFCD-Jahreskongresses den Gewinnern überreicht. Der Deutsche Science-Fiction-Preis ist damit die einzige dotierte Auszeichnung für SF-Literatur in Deutschland.
Ein Preiskomitee entscheidet über die Vergabe des Preises. Alljährlich hat es die Aufgabe, alle im vergangenen Kalenderjahr veröffentlichten deutschsprachigen Texte zu lesen und zu bewerten. Seine Arbeitsweise ist in einer Geschäftsordnung festgelegt. Damit unterscheidet sich der Deutsche Science-Fiction-Preis z. B. deutlich vom Kurd-Laßwitz-Preis, da nur hier auch etwas unbekanntere Texte von hoher Qualität eine Chance haben, entsprechend gewürdigt zu werden.
Das Komitee besteht zurzeit aus 10 Mitgliedern und setzt sich in jedem Jahr neu zusammen. Mittlerweile hat sich ein über die Jahre hinweg gewachsener Kreis von Mitarbeitern gebildet. Es werden jedoch jederzeit weitere Freiwillige aufgenommen. Sie müssen nicht Mitglieder des SFCD sein.

## Preisträger

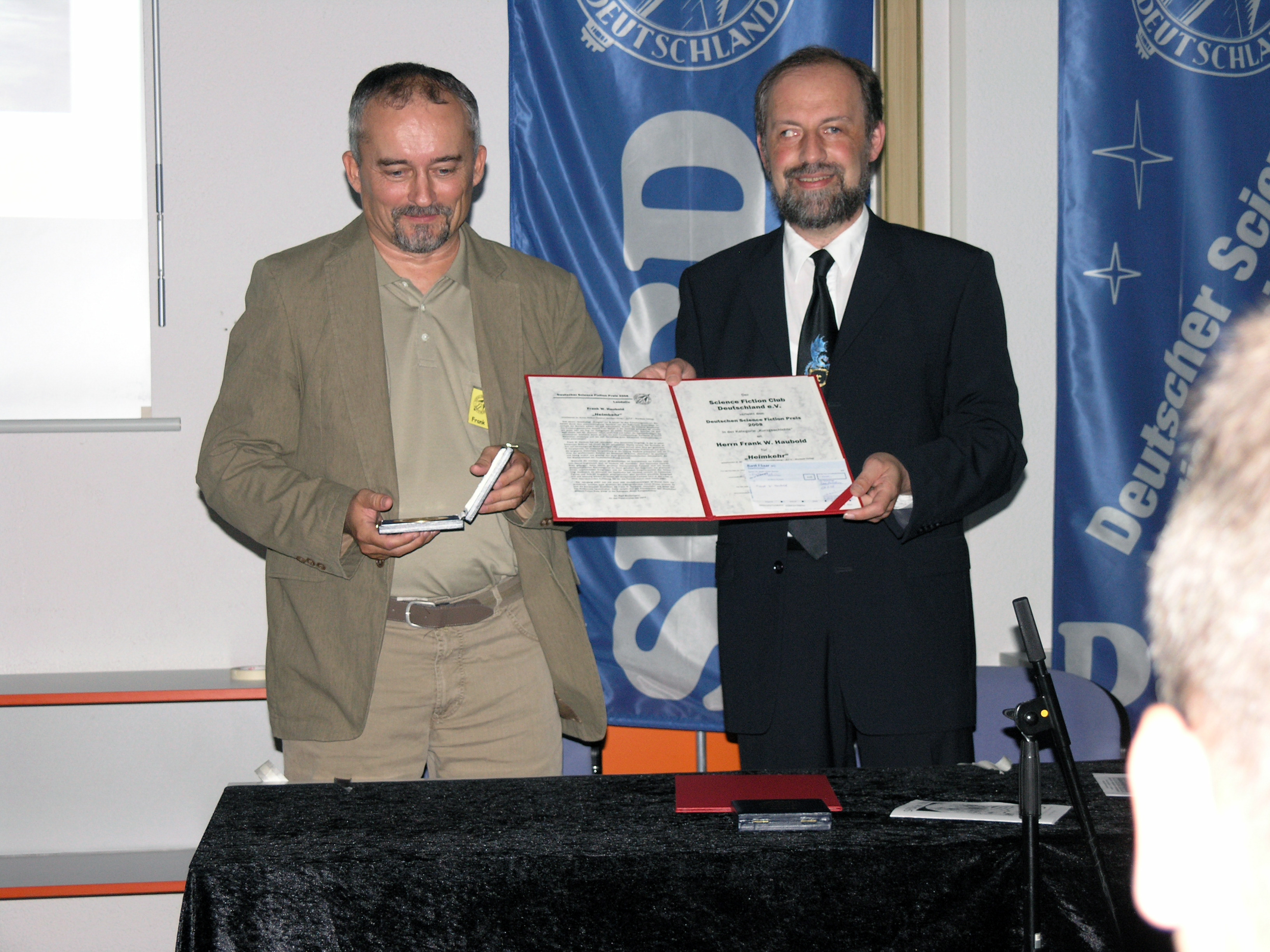
Frank W. Haubold (DSFP-Gewinner 2008) und Thomas Recktenwald (DSFP-Komitee) bei der Preisübergabe

### Bester Roman
- 2024[4]: Sven Haupt, Niemandes Schlaf (Eridanus Verlag) und Ralph Alexander Neumüller, Das Stoffuniversum (p.machiner)
  - 3: Mark Taler, Omniworld (BoD)
  - 4: Emma Braslavsky, Erdling (Suhrkamp Verlag)
  - 5: Phillip P. Peterson, Janus (Fischer TOR) und Lena Richter Dies ist mein letztes Lied (ohneohren Verlag)
  - 7: Tom Turtschi, Die blauen Hunde von Lop Nor (p.machinery)

- 2023[5]: Nils Westerboer, Athos 2643 (Klett-Cotta Hobbit-Presse) Klett-Cotta-Verlag
  - 2: Andreas Suchanek, Interspace One (Piper Verlag)
  - 3: Sven Haupt, Wo beginnt die Nacht (Eridanus Verlag)
  - 4: Aiki Mira, Titans Kinder (p.macheniry)
  - 5: Aiki Mira, Neongrau (Polarise (dpunkt))
  - 6: Jol Rosenberg, Das Geflecht. An der Grenze (OhneOhren Verlag)
  - 7: R. M. Amerein, Roboter: Fading Smoke (Atlantis Verlag)
  - 8: Theresa Hannig, Pantopia (Fischer TOR)
  - 9: Timo Leibig, Reaktor (Belle Époque Verlag)
  - 10: Andreas Brandhorst, Ruf der Unendlichkeit (Fischer TOR)
  - 10: Kris Brynn, A. R. T. – Coup zwischen den Sternen (Belle Époque Verlag)
  - 12: Hans-Jürgen Kugler, Freier Fall (Hirnkost)

- 2022[6]: Sven Haupt, Stille zwischen den Sternen (Eridanus Verlag)
  - 2: Janna Ruth, Memories of Summer (Moon Notes)
  - 3: Ivan Ertlov, Stargazer: Das letzte Artefakt (Belle Époque Verlag)
  - 4: Claudia Tieschky, Die silbernen Felder (Rowohlt Berlin Verlag)
  - 5: Michael Rapp, Kalte Berechnung (Polarise (dpunkt))
  - 6: Raphaela Edelbauer, DAVE (Klett-Cotta)
  - 7: Brandon Q. Morris, Die Störung (Fischer Tor)
  - 8: Judith Vogt, Christian Vogt, Anarchie Déco (Fischer TOR)
  - 9: Christian J. Meier, Der Kandidat (Polarise (dpunkt))

- 2021: Sven Haupt, Die Sprache der Blumen (Mystic Verlag)
  - 2: Gabriele Behrend, Salzgras und Lavendel (p.machinery)
  - 3: Phillip P. Peterson, Vakuum (Fischer TOR)
  - 4: Christoph Dittert, Fallender Stern (Piper-Verlag)
  - 5: Marc-Uwe Kling, Kikis Geheimnis (Ullstein)
  - 6: Ralph Edenhofer, Kohärenz (Belle Époque Verlag)
  - 7: Dirk van den Boom, Perlenwelt (Cross Cult)
  - 8: Galax Acheronian, Erstkontakt (Twentysix)
  - 9: Sameena Jehanzeb, Was Preema nicht weiß (Selbstverlag)

- 2020 Bijan Moini, Der Würfel (Atrium Verlag)
  - 2: Andreas Brandhorst, Das Netz der Sterne (Piper-Verlag)
  - 3: Dirk van den Boom, Metropole 7 (Cross Cult)
  - 4: Melanie Vogltanz, Shape me (Verlag ohneohren)
  - 5: Christian J. Meier, K.I. – Wer das Schicksal programmiert (Polarise (dpunkt.verlag))
  - 6: Dirk van den Boom, Resonanz (Cross Cult)
  - 7: Sibylle Berg, GRM (Kiepenheuer & Witsch)
  - 8: Richard Schwartz, Die Starfarer-Verschwörung (Piper-Verlag)

- 2019 Tom Hillenbrand, Hologrammatica (Kiepenheuer & Witsch)
  - 2: Andreas Eschbach, NSA (Bastei Lübbe)
  - 3: Julia von Loucadou, Die Hochhausspringerin (Hanser-Verlag)
  - 4: Andreas Brandhorst, Die Tiefe der Zeit (Piper-Verlag)
  - 5: Dirk van den Boom, Canopus – Der Kalte Krieg Band 1 (Atlantis-Verlag)
  - 6: Dirk van den Boom, Varianz – Die Reise der Scythe Band 2 (Cross Cult/Amigo Grafik)
  - 7: Robert Corvus, Das Imago-Projekt (Piper-Verlag)
  - 8: Sebastian Schaefer, Der letzte Kolonist (Eridanus Verlag)
  - 9: Willi Hetze, Die Schwärmer (salomo publishing)
  - 10: Annika Scheffel, Hier ist es schön (Suhrkamp Verlag)
  - 11: Christian Torkler, Der Platz an der Sonne (Klett-Cotta)
  - 12: Ben Calvin Hary, Koshkin und die Kommunisten aus dem Kosmos (Atlantis-Verlag)

- 2018: Marc-Uwe Kling, QualityLand (Ullstein-Verlag)
  - 2: Dirk van den Boom, Patronat [Die Welten der Skiir Band 3] (CrossCult-Verlag)
  - 3: Michael Marrak, Der Kanon mechanischer Seelen (Amrûn-Verlag)
  - 4: Andreas Brandhorst, Das Erwachen (Piper-Verlag)
  - 5: Jens Lubbadeh, Neanderthal (Heyne-Verlag)
  - 6: Matthias Oden, Junktown (Heyne-Verlag)
  - 7: Andreas Brandhorst, Das Arkonadia-Rätsel (Piper-Verlag)
  - 8: Jutta Ehmke, Twillight Zoo (Saphir-im-Stahl-Verlag)
  - 9: Robert Corvus, Feuer der Leere (Piper-Verlag)

- 2017: Dirk van den Boom, Die Welten der Skiir 1: Prinzipat (Cross Cult)
  - 2: Andreas Brandhorst, Omni (Piper Verlag)
  - 3: Marc Elsberg, Helix (Blanvalet Verlag)
  - 4: Christopher Ecker, Der Bahnhof von Plön (Mitteldeutscher Verlag)
  - 5: Jo Koren, Vektor (Atlantis Verlag)
  - 6: Andreas Eschbach, Teufelsgold (Bastei-Lübbe)

- 2016: Andreas Brandhorst, Das Schiff (Piper)
  - 2: Dirk van den Boom, Meran (Atlantis-Verlag)
  - 3: Phillip P. Peterson, Paradox (Bastei Lübbe)
  - 4: Dirk C. Fleck, Feuer am Fuß: Die Maeva-Trilogie 3 (p.machinery)
  - 5: Frank W. Haubold, Das Licht von Duino (Atlantis-Verlag)

- 2015: Markus Orths, Alpha & Omega: Apokalypse für Anfänger (Schöffling)
  - 2: Tom Hillenbrand, Drohnenland (Kiepenheuer & Witsch)
  - 3: Andreas Brandhorst, Das Kosmotop (Heyne Verlag)
  - 4: Dietmar Dath, Feldeváye — Roman der letzten Künste (Suhrkamp Verlag)
  - 5: Anna Mocikat, MUC [MUC Band 1] (Knaur Verlag)
  - 6: Nils Westerboer, Kernschatten (Leander Verlag)

- 2014: Wolfgang Jeschke, Dschiheads (Heyne Verlag)
  - 2: Uwe Post, SchrottT (Atlantis Verlag)
  - 3: Karsten Kruschel, Das Dickicht [Vilm Band 3] (Wurdack Verlag)
  - 4: Sven Edmund Reiter, Traumzeitmonde (Adebor Verlag)
  - 5: H. D. Klein, Drake (Atlantis Verlag)
  - 6: Heinz Zwack, Nebenweit (nebenan unendlichweit) (Atlantis Verlag)

- 2013: Andreas Brandhorst, Das Artefakt (Heyne Verlag)
  - 2: Dietmar Dath, Pulsarnacht (Heyne Verlag)
  - 3: Frank W. Haubold, Die Gänse des Kapitols (Atlantis-Verlag)
  - 4: Anja Kümmel, Träume digitaler Schläfer (thealit Verlag)
  - 5: Oliver Henkel, Die Fahrt des Leviathan (Atlantis-Verlag)
  - 6: Chris Schlicht, Maschinengeist (Feder & Schwert)
  - 7: Jacqueline Montemurri, Die Maggan-Kopie (Edition Paashaas Verlag)

- 2012: Karsten Kruschel, Galdäa. Der ungeschlagene Krieg (Wurdack Verlag)
  - 2: Andreas Eschbach, Herr aller Dinge (Gustav-Lübbe-Verlag)
  - 3: Simon Urban, Plan D (Schöffling & Co.)
  - 4: Michael Marrak, Black Prophecy – Gambit (Panini)
  - 5: Charlotte Kerner, Jane Reloaded (Beltz & Gelberg)

- 2011: Uwe Post, Walpar Tonnraffir und der Zeigefinger Gottes (Atlantis Verlag)
  - 2: Andreas Brandhorst, Kinder der Ewigkeit (Heyne-Verlag)
  - 3: Andreas Eschbach, BlackOut (Arena-Verlag)
  - 3: Dirk van den Boom, Die Ankunft [Kaiserkrieger Band 1] (Atlantis Verlag)
  - 5: Erasmus Herold, Krontenianer – Rendezvous am Bogen (Projekte Verlag Cornelius)
  - 6: Wilko Müller jr., Das Haus (Projekte Verlag Cornelius und Mission Nirvana (JFF) (als Gesamtwerk))
  - 7: Thor Kunkel, Schaumschwester (Matthes & Seitz Berlin)

- 2010: Karsten Kruschel, Vilm. Der Regenplanet / Vilm. Die Eingeborenen (Wurdack Verlag)
  - 2: Uwe Post, Symbiose (Atlantis Verlag)
  - 3: Heinrich Steinfest, Gewitter über Pluto (Piper)
  - 4: Jan Gardemann, Der Remburg-Report (Atlantis Verlag)
  - 5: Michael R. Baier, Coruum Volume 3 (Verlag Michael Baier)
  - 6: Juli Zeh, Corpus Delicti: Ein Prozeß (Schöffling & Co.)
  - 7: Selim Özdogan, Zwischen zwei Träumen (Lübbe)
  - 8: Frank Schätzing, Limit (Kiepenheuer & Witsch)

- 2009: Dirk C. Fleck, Das Tahiti-Projekt (Pendo Verlag)
  - 2: Heidrun Jänchen, Simon Goldsteins Geburtstagsparty (Wurdack Verlag)

- 2008: Frank W. Haubold, Die Schatten des Mars (Erster Deutscher Fantasy Club)
  - 2: Michael K. Iwoleit, Psyhack (Fabylon-Verlag)
  - 3: Andreas Brandhorst, Feuerstürme (Heyne Verlag)
  - 3: Armin Rößler, Andrade (Wurdack Verlag)
  - 4: Andreas Eschbach, Ausgebrannt (Lübbe Verlag)
  - 5: Frank Borsch, Alien Earth Phase 2 (Heyne Verlag)

- 2007: Ulrike Nolte, Die fünf Seelen des Ahnen (Atlantis Verlag)
  - 2: Michael R. Baier, Coruum Volume 2 (Eigenverlag Michael R. Baier)
  - 3: Andreas Brandhorst, Feuervögel [Kantaki Band 4] (Heyne)
  - 4: Ulrich C. Schreiber, Die Flucht der Ameisen (Shayol Verlag)
  - 5: Armin Rößler, Entheete [Argona Band 1] (Wurdack-Verlag)
  - 6: Wim Vandemaan, Totentaucher [Perry Rhodan / Atlan: Lepso-Trilogie Band 1] (FanPro)

- 2006: Wolfgang Jeschke, Das Cusanus-Spiel (Droemer Knaur)
  - 2: Volker Strübing, Das Paradies am Rande der Stadt (yedermann)
  - 3: Thomas Lehr, 42 (Aufbau-Verlag)
  - 4: Michael R. Baier, Coruum Volume I (Eigenverlag Michael Baier)
  - 5: Michael Marrak, Morphogenesis (Bastei-Lübbe)

- 2005: Frank Schätzing, Der Schwarm (Kiepenheuer & Witsch)
  - 2: Andreas Brandhorst, Diamant [Kantaki Band 1] (Heyne)
  - 3: Andreas Brandhorst, Der Metamorph [Kantaki Band 2] (Heyne)
  - 4: Nadja Sennewald, RunRabbitRun (Piper)
  - 5: Herbert W. Franke, Sphinx_2 (Deutscher Taschenbuchverlag (dtv))
  - 6: Sibylle Berg, Ende gut (Kiepenheuer & Witsch)
  - 7: Alpha O’Droma, Eins – Die Entscheidung [Eins Band 2] (Infinitus Lektoren Verlag)

- 2004: Andreas Eschbach, Der Letzte seiner Art (Gustav Lübbe Verlag)
  - 2: Nicole Rensmann, Anam Cara – Seelenfreund (Atlantis-Verlag)
  - 3: Christian Günther, Under the black rainbow (Edition 42)
  - 4: Alpha O’Droma, Eins – Die Ankunft (Infinitus Lektoren Verlag)
  - 5: H.D. Klein, Phainomenon (Heyne-Verlag)
  - 6: Christian von Ditfurth, Der Consul (Droemer Knaur)

- 2003: Oliver Henkel, Kaisertag (Books on Demand Norderstedt)
  - 2: Markus Hammerschmitt, Polyplay (Argument Verlag)
  - 3: Michael Marrak, Imagon (Festa-Verlag)
  - 4: Birgit Rabisch, Unter Markenmenschen (Fischer Taschenbuch Verlag)
  - 5: Andreas Eschbach, Perfect Copy (Arena-Verlag)
  - 6: Andreas Eschbach, Exponentialdrift (Frankfurter Allgemeine Sonntagszeitung, Taschenbuchausgabe bei Bastei-Lübbe)

- 2002: Oliver Henkel, Die Zeitmaschine Karls des Großen (Books on Demand Norderstedt)
- 2001: Fabian Vogt, Zurück (Schulte & Gerth)
- 2000: Matthias Robold, Hundert Tage auf Stardawn oder Der Status des Menschen (Suhrkamp Verlag, st 3016)
- 1999: Andreas Eschbach, Das Jesus Video (Schneekluth Verlag)
- 1998: Robert Feldhoff, Grüße vom Sternenbiest (Pabel Moewig, Space Thriller 1)
- 1997: Andreas Eschbach, Solarstation (Schneekluth Verlag)
- 1996: Andreas Eschbach, Die Haarteppichknüpfer (Schneekluth Verlag)
- 1995: Gisbert Haefs, Traumzeit für Agenten (Haffmanns Verlag, Allgemeine Reihe 255)
- 1994: Dirk C. Fleck, GO! Die Ökodiktatur (Rasch und Röhring)
- 1993: Herbert Rosendorfer, Die Goldenen Heiligen (Kiepenheuer & Witsch)
- 1992: Christian Mähr, Fatous Staub (Heyne Verlag)
- 1991: Herbert W. Franke, Zentrum der Milchstraße (Suhrkamp Verlag, st 1695)
- 1990: Maria J. Pfannholz, Den Überlebenden (Heyne Verlag)
- 1989: Fritz Schmoll, Kiezkoller (Rotbuch Verlag)
- 1988: Gudrun Pausewang, Die Wolke (Otto Maier Verlag Ravensburg)
- 1987: Claus-Peter Lieckfeld/Frank Wittchow, 427 – Im Land der grünen Inseln (Schöneberger Verlag) und Friedrich Scholz, Nach dem Ende (Heyne Verlag)
- 1986: Thomas R. P. Mielke, Der Tag an dem die Mauer brach (Bastei Lübbe, TB 13024)
- 1985: Herbert W. Franke, Die Kälte des Weltraums  (Suhrkamp Verlag, st 990)

### Beste Kurzgeschichte
- 2024[4]: Aiki Mira, Nicht von dieser Welt (in: Nova 32, p.machinery)
  - 2: Michael Schneiberg, Die Frau in der Wand (in: Exodus 47, Eigenverlag René Moreau)
  - 3: Jol Rosenberg, Unterschied (in: Queer*Welten 10, Ach je Verlag)
  - 4: Charline Winter, Grüne Herzen (in: Queer*Welten 11, Ach je Verlag) und Uwe Hermann Die End-of-Life-Schaltung (in: Exodus 46, Eigenverlag René Moreau)
  - 6: Lisa Jenny Krieg, Die Todbringerin (in: Exodus 46, Eigenverlag René Moreau)
  - 7: Sarah Mann, Das Ende des Suchraums (in: In andere Welten, A7L Books)
  - 8: Christian Endres, Die Straße der Bienen (in: Klimazukünfte 2050 – Geschichten unserer gefährdeten Welt, Hirnkost Verlag)
  - 9: Yvonne Tunnat, Trauergeschäfte (in: Exodus 47, Eigenverlag René Moreau)
  - 10: Karsten Lorenz, Geliebte Savona (in: Nova 32, p.machinery)

- 2023[5]: Aiki Mira, Die Grenze der Welt (in: Exodus 44, Eigenverlag René Moreau)
  - 2: Yvonne Tunnat, Morsche Haut (in: Der Tod kommt auf Zahnrädern, Amrûn)
  - 3: Thorsten Küper, Hayes‘ Töchter und Söhne (in: Der Tod kommt auf Zahnrädern, Amrûn)
  - 4: C. M. Dyrnberg, Fast Forward (in: Nova 31, p.machinery)
  - 5: Christoph Grimm, Die Summe aller Teile (in: Alien Contagium, Eridanus-Verlag)
  - 6: Helen Obermeier, Der blassblaue Punkt (in: Alien Contagium, Eridanus-Verlag)
  - 7: Michael K. Iwoleit, Briefe an eine imaginäre Frau (in: Nova 31, p.machinery)

- 2022[6]: Aiki Mira, Utopie27 (in: Am Anfang war das Bild)
  - 2: Aiki Mira, Das Universum ohne Eisbärin (in: c’t 05/2021)
  - 3: Janika Rehak, Onkel Nate oder die hohe Kunst, aus dem Fenster zu schauen (in: Am Anfang war das Bild)
  - 4: Thomas Grüter, Meine künstlichen Kinder (in: Exodus 43)
  - 5: Aiki Mira, Vorsicht Synthetisches Leben! (in: Exodus 43)
  - 6: Alessandra Reß, Dialog im Baltikum (in: Future Work)
  - 7: Marco Rauch, Der Erleger (in: Am Anfang war das Bild)
  - 8: Lisa Jenny Krieg, Notizen zur Beobachtung von Schildkröten nach einer Bruchlandung (in: Exodus 42)

- 2021: Carsten Schmitt, Wagners Stimme (in: Wie künstlich ist Intelligenz?)
  - 2: T. Elling, Die letzte Jungfrau (in: Nova 29)
  - 3: Michael Marrak, Die Sapiens-Integrale (in: Wie künstlich ist Intelligenz?)
  - 4: Karsten Kruschel, Angereichert (in: Spektrum der Wissenschaft 10/2020)
  - 5: Stephan Becher, Stromsperre (in: Rebellion in Sirius City)

- 2020: Tom Turtschi, Don’t Be Evil (in: Nova 28)
  - 2: Nadine Muriel, Coleo (in: Alien Eroticon: Erotische SF)
  - 3: Karl Wolfgang Flender, Requiem (in: 2029 – Geschichten von morgen)
  - 4: Gabriele Behrend, Partition (in: Gegen Unendlich 15)
  - 4: Christopher Ecker, Vom Krug auf dem Hügel in Tennessee (in: Exodus 39)
  - 6: Emma Braslavsky, Ich bin dein Mensch (in: 2029 – Geschichten von morgen)
  - 7: Dimitrios Kasprzyk, Der letzte Bibliothekar bzw. Byzantium (in: Andromeda Nachrichten 267)
  - 8: Jacqueline Montemurri, Koloss aus dem Orbit (in: Exodus 39)

- 2019: Thorsten Küper, Confinement (in: Nova 26)
  - 2: Andreas G. Meyer, Kill! (in: Gerhard Schneider (Hrsg.): Spliff 85555: Ebersberg, p.machinery)
  - 3: Tetiana Trofusha, Coming Home (in: Marianne Labisch (Hrsg.): Inspiration, p.machinery)
  - 4: Nadja Neufeldt, Im Regen (in: Erstkontakt mit Violine, Twentysix)
  - 5: Galax Acheronian, Trolltrupp (in: Peggy Weber-Gehrke (Hrsg.): Sprung ins Chronozän, Verlag für Moderne Phantastik Gehrke)
  - 6: C. M. Dyrnberg, Intervention (in: Olaf G. Hilscher und Michael K. Iwoleit (Hrsg.): Nova 25, Amrûn-Verlag)
  - 7: Nele Sickel, Muse 5.0 (in: Markus Heitkamp und Wolfgang Schroeder (Hrsg.): Phantastische Sportler, Verlag Torsten Low)
  - 8: Uwe Post, Kurz vor Pi (in: Spektrum der Wissenschaft 10/2018)
  - 9: Jutta Siebert, Die Schwimmerin (in: Melody Aimée Reymond (Hrsg.): Fiction x Science, Michael Kaufmann und Edy Portmann, pako Verlag)
  - 10: Rico Gehrke, Rauschen (in: Peggy Weber-Gehrke (Hrsg.): Sprung ins Chronozän, Verlag für Moderne Phantastik Gehrke)
  - 11: Tobias Reckermann, Der unbekannte Planet (in: Olaf G. Hilscher und Michael K. Iwoleit (Hrsg.): Nova 25, Amrûn-Verlag)

- 2018: Uwe Hermann, Das Internet der Dinge (in: Spektrum der Wissenschaft, Nr. 6 / 2017)
  - 2: Thorsten Küper, Fitzroy, Falstaff und andere furiose Menschmaschinen (in: André Skora (Hrsg.), Menschmaschinen, Amrûn-Verlag)
  - 3: Tobias Habenicht, Das Schiff, das nie hätte gebaut werden dürfen (in: C. Erpenbeck (Hrsg.), Das Schiff, das nie hätte gebaut werden dürfen, Machandel-Verlag)
  - 4: Frank Lauenroth, Omega 4 (in: Peggy Weber-Gehrke (Hrsg.), Meuterei auf Titan, Verlag für Moderne Phantastik Gehrke)
  - 5: Norbert Fiks, Das letzte Mammut (in: Peggy Weber-Gehrke (Hrsg.), Meuterei auf Titan, Verlag für Moderne Phantastik Gehrke)
  - 6: Tom Turtschi, Paket Eternity (in: Tom Turtschi, Eniwetok. Die Flucht, Seins-Fiction Verlag)
  - 7: Nikolaj Kohler, Protoplasma mit Hut (in: Ellen Norten (Hrsg.), Das Alien tanzt Kasatschok, p.machinery Verlag)
  - 8: Olaf Lahayne, Relokation (in: Peggy Weber-Gehrke (Hrsg.), Meuterei auf Titan, Verlag für Moderne Phantastik Gehrke)
  - 9: Galax Acheronian, Der Fremde in dir (in: Peggy Weber-Gehrke (Hrsg.), Meuterei auf Titan, Verlag für Moderne Phantastik Gehrke)

- 2017: Michael K. Iwoleit: Das Netz der Geächteten (in: Gamer, hrsg. von Armin Rößler, Frank Hebben und André Skora, Begedia Verlag)
  - 2: Andreas Eschbach, Acapulco! Acapulco! (in: René Moreau, Olaf Kemmler, Fabian Tomaschek (Hrsg.), Exodus 34 (April 2016), Eigenverlag René Moreau)
  - 3: Dirk Alt, Die Stadt der XY (in: René Moreau, Olaf Kemmler, Fabian Tomaschek (Hrsg.), Exodus 34 (April 2016), Eigenverlag René Moreau)
  - 4: Frank Lauenroth, Tubes Inc. (in: Ralf Boldt (Hrsg.), Hauptsache gesund!, p.machinery Verlag)
  - 5: Marcus Hammerschmitt, Vor dem Fest oder Brief an Mathilde (in: Michael K. Iwoleit, Olaf G. Hilscher (Hrsg.), Nova 24, Amrûn Verlag)
  - 6: Gabriele Behrend, Suicide Rooms (in: René Moreau, Olaf Kemmler, Fabian Tomasche (Hrsg.), Exodus 34 (Oktober 2016), Eigenverlag René Moreau)
  - 7: Ernst-Eberhard Manski, Korbball (in: Eric Schreiber (Hrsg.), Rund um die Welt in mehr als 80 SF-Geschichten, Saphir im Stahl Verlag)

- 2016: Frank Böhmert, Operation Gnadenakt (in: phantastisch! No. 57 (1/2015), Atlantis Verlag)
  - 2: Uwe Hermann, Der heilige Wasserabsperrhahn (in: Uwe Hermann, Das Amt für versäumte Ausgaben: Kurzgeschichten – Band 4, Amazon CreateSpace)
  - 3: Gabriele Behrend, Tremolo (in: Michael K. Iwoleit und Olaf G. Hilscher (Hrsg.), NOVA 23, Amrûn-Verlag)
  - 4: Guido Seifert, Le Roi est mort, vive le Roi! (in: Michael K. Iwoleit und Olaf G. Hilscher (Hrsg.), NOVA 23, Amrûn-Verlag)
  - 5: Christian Weis, Der Zwillingsfaktor (in: René Moreau, Heinz Wipperfürth und Olaf Kemmler (Hrsg.), Exodus 33, Eigenverlag René Moreau)
  - 6: Boris Koch, Ein glücklicherer Ort (in: René Moreau, Heinz Wipperfürth und Olaf Kemmler (Hrsg.), Exodus 33, Eigenverlag René Moreau)
  - 7: Frank Lauenroth, Diese verdammten Alienzombieroboterviecher (in: Die Magnetische Stadt: 2014 Collection of Science Fiction Stories, Verlag für Moderne Phantastik)
  - 8: Norbert Stöbe, Shamané (in: Michael K. Iwoleit und Olaf G. Hilscher (Hrsg.), NOVA 23, Amrûn-Verlag)

- 2015: Eva Strasser, Knox (in: Tiefraumphasen, hrsg. von André Skora, Armin Rößler und Frank Hebben, Begedia Verlag)
  - 2: Thorsten Küper, Der Mechaniker (in: Sven Klöpping (Hrsg.), Bullet, p.machinery)
  - 3: Arno Behrend, Der Klang der Posaunen (in: Arno Behrend, Schuldig in 16 Fällen, p.machinery)
  - 4: Jakob Schmidt, Extremophile Morphologie (in: André Skora, Armin Rößler und Frank Hebben (Hrsg.), Tiefraumphasen, Begedia Verlag)
  - 5: Arno Behrend, Terradeforming (in: Arno Behrend, Schuldig in 16 Fällen, p.machinery)
  - 6: Diane Dirt, Revenge (in: Sven Klöpping (Hrsg.), Bullet, p.machinery)

- 2014: Axel Kruse, Seitwärts in die Zeit (in: Axel Kruse: Seitwärts in die Zeit, p.machinery)
  - 2: Michael Marrak, Coen Sloterdykes diametral levitierendes Chronoversum (in: Michael K. Iwoleit und Olaf G. Hilscher (Hrsg.), Nova 21, Nova Verlag)
  - 3: Merlin Thomas, Operation Heal (in: Michael Haitel (Hrsg.), Blackburn, p.machinery)
  - 4: Bettina Fernbus, Spuren im Sand (in: Michael Haitel (Hrsg.), Enter Sandman – Inspiration Metallica, p.machinery)
  - 5: Tedine Sanss, Agnes (in: Michael Haitel (Hrsg.), Die große Streifenlüge – Inspiration Kate Bush, p.machinery)

- 2013: Michael K. Iwoleit, Zur Feier meines Todes (in: Michael K. Iwoleit, Die letzten Tage der Ewigkeit, Wurdack Verlag)
  - 2: Karsten Kruschel, Teufels Obliegenheiten (in: Michael K. Iwoleit und Olaf G. Hilscher (Hrsg.), Nova 20, Nova Verlag)
  - 3: Matthias Falke, Der Bruch der nordwestlichen Stelze (in: Michael K. Iwoleit, Frank Hebben und Olaf G. Hilscher (Hrsg.), Nova 19, Nova Verlag)
  - 4: Michael Marrak, Der Kanon mechanischer Seelen (in: Michael K. Iwoleit und Olaf G. Hilscher (Hrsg.), Nova 20, Nova Verlag)
  - 5: Klaus N. Frick, Im Käfig (in: René Moreau, Heinz Wipperfürth und Olaf Kemmler (Hrsg.), Exodus 29, Eigenverlag René Moreau)
  - 6: Marcus Hammerschmitt, Der Ethiker (in: Marcus Hammerschmitt, Nachtflug, Shayol Verlag)
  - 7: Frank Lauenroth, K’Tarr! (in: Uwe Post (Hrsg.), 2012 T Minus Null, Begedia Verlag)
  - 8: Axel Kruse, Doppeltes Spiel (in: René Moreau, Heinz Wipperfürth und Olaf Kemmler (Hrsg.), Exodus 29, Eigenverlag René Moreau)

- 2012: Heidrun Jänchen, In der Freihandelszone (in: Emotio, herausgegeben von Armin Rößler und Heidrun Jänchen, Wurdack Verlag)
  - 2: Frank W. Haubold, Das Paradies des Jägers (in: Harald Giersche (Hrsg.), space rocks, Begedia Verlag)
  - 3: Nina Horvath, Die Duftorgel (in: Harald Giersche (Hrsg.), Prototypen, Begedia Verlag)
  - 4: Karla Schmidt, Auf dem Wind. Allein (in: Harald Giersche (Hrsg.), space rocks, Begedia Verlag)
  - 5: Ernst-Eberhard Manski, Zeitlupenwiederholung (in: Armin Rößler und Heidrun Jänchen (Hrsg.), Emotio, Wurdack Verlag)
  - 6: Florian Heller, Das Ende der Party (in: NOVA 18, herausgegeben von Ronald M. Hahn, Michael K. Iwoleit, Frank Hebben, Nova-Verlag)
  - 6: Uwe Post, Träumen Bossgegner von nackten Elfen? (in: Harald Giersche (Hrsg.), Prototypen, Begedia Verlag)
  - 8: Nadine Boos, Kryophil (in: Harald Giersche (Hrsg.), space rocks, Begedia Verlag)
  - 9: Holger Eckhardt, Das letzte Taxi (in: Ronald M. Hahn (Hrsg.), NOVA 18, Michael K. Iwoleit, Frank Hebben, Nova-Verlag)

- 2011: Wolfgang Jeschke, Orte der Erinnerung (in: Pandora 4, herausgegeben von Hannes Riffel, Shayol-Verlag)
  - 2: Heidrun Jänchen, Kamele, Kuckucksuhren und Bienen (in: Die Audienz, herausgegeben von Armin Rößler und Heidrun Jänchen, Wurdack Verlag)
  - 3: Nadine Boos, Finja-Danielas Totenwache (in: Die Audienz, herausgegeben von Armin Rößler und Heidrun Jänchen, Wurdack Verlag)
  - 4: Markolf Hoffmann, Triptychon (in: Karla Schmidt (Hrsg.), Hinterland, Wurdack Verlag)
  - 4: Armin Rößler, Entscheidung schwarz (in: Dirk van den Boom und Oliver Naujoks (Hrsg.), Weltraumkrieger, Atlantis Verlag)
  - 4: Karla Schmidt, Erlösungsdeadline (in: Hinterland, herausgegeben von Karla Schmidt, Wurdack Verlag)
  - 7: Galax Acheronian, Familienbande (in: Michael Haitel (Hrsg.), Inzucht und die denkbare Gesellschaft, p.machinery)
  - 8: Florian Heller, Der Folterknecht (in: Ronald M. Hahn (Hrsg.), Nova 17, Michael K. Iwoleit und Frank Hebben, Schaltungsdienst Lange)
  - 9: Pepe Metropolis, Hinterland (in: Karla Schmidt (Hrsg.), Hinterland, Wurdack Verlag)
  - 10: Kai Riedemann, Ich töte dich nach meinem Tod (in: Die Audienz, herausgegeben von Armin Rößler und Heidrun Jänchen, Wurdack Verlag)
  - 11: Jakob Schmidt, Auslese (in: Die Audienz, herausgegeben von Armin Rößler und Heidrun Jänchen, Wurdack Verlag)
  - 12: Tobias Bachmann, Die letzte Telefonzelle (in: Hinterland, herausgegeben von Karla Schmidt, Wurdack Verlag)

- 2010: Matthias Falke, Boa Esperança (in: Michael Haitel (Hrsg.): Boa Esperança [Story Center 2009 Band 2], p.Machinery)
  - 2: Niklas Peinecke, Klick, klick, Kaleidoskop (in: Armin Rößler, Heidrun Jänchen (Hrsg.), Molekularmusik, Wurdack Verlag)
  - 3: Christian Weis, Schöpfungsliberalismus (in: Ronald M. Hahn, Michael K. Iwoleit, Frank Hebben (Hrsg.), Nova 14, Schaltungsdienst Lange)
  - 4: Helmuth W. Mommers, Mutter Erde, Vater Kosmos (in: Ronald M. Hahn, Michael K. Iwoleit, Frank Hebben (Hrsg.), Nova 15, Schaltungsdienst Lange)
  - 5: Jan Gardemann, Techne (in: Christian Heise (Hrsg.), c’t 24+25/2009, Verlag Heinz Heise)
  - 6: Ernst-Eberhard Manski, Das Klassentreffen der Weserwinzer (in: Armin Rößler, Heidrun Jänchen (Hrsg.), Molekularmusik, Wurdack Verlag)
  - 7: Armin Rößler, Die Fänger (in: Armin Rößler, Heidrun Jänchen (Hrsg.), Molekularmusik, Wurdack Verlag)
  - 8: Gero Reimann, Kalchas wie kotzende Hunde oder Warum Iphigenie in Aulis nicht geopfert werden konnte (in: c’t 3/2009, Verlag Heinz Heise)
  - 9: Gero Reimann, Im Äquilibrium (in: Ronald M. Hahn, Michael K. Iwoleit, Frank Hebben (Hrsg.), Nova 15, Schaltungsdienst Lange)

- 2009: Karla Schmidt, Weg mit Stella Maris (in: Armin Rößler, Heidrun Jänchen (Hrsg.): Lotus-Effekt, Wurdack Verlag)
  - 2: Uwe Post, Noware (in: Ronald M. Hahn, Michael K. Iwoleit, Olaf G. Hilscher (Hrsg.), Nova 13)
  - 3: Matthias Falke, Harey (in: Matthias Falke, Harey, Books on Demand)
  - 4: Desirée Hoese und Frank Hoese, Eine Studie in Null und Eins (in: Christian Heise (Hrsg.), c’t 6/2008 und c’t 7/2008, Heise Verlag)
  - 5: Frank Hebben, Côte Noir (in: c’t 26/2008 und c’t 1/2009, Heise Verlag)
  - 6: Frank Hebben, Imperium Germanicum (in: Ronald M. Hahn, Michael K. Iwoleit, Olaf G. Hilscher (Hrsg.), Nova 13, sowie in: Frank Hebben, Prothesengötter, Wurdack Verlag)
  - 7: Elisabeth Meister, Die Andere (in: Wilko Müller jr. (Hrsg.), Projekt Mensch, Projekte Verlag)

- 2008: Frank W. Haubold, Heimkehr (in: Armin Rößler, Heidrun Jänchen (Hrsg.): S.F.X,  Wurdack Verlag)
  - 2: Heidrun Jänchen, Fünfundneunzig Prozent (in: Armin Rößler, Heidrun Jänchen (Hrsg.), Lazarus, Wurdack Verlag)
  - 3: Marcus Hammerschmitt, Die Lokomotive (in: Helmuth W. Mommers (Hrsg.), Der Moloch (Visionen 2007), Shayol-Verlag)
  - 4: Heidrun Jänchen, Regenbogengrün (in: Helmuth W. Mommers (Hrsg.), Der Moloch (Visionen 2007), Shayol-Verlag)
  - 5: Helmuth W. Mommers, Körper zu vermieten (in: Ronald M. Hahn, Michael K. Iwoleit, Olaf G. Hilscher (Hrsg.), Nova 12, Verlag Nummer 1 / Schaltungsdienst Lange)
  - 6: Sascha Dickel, Bio-Nostalgie (in: Helmuth W. Mommers (Hrsg.), Der Moloch (Visionen 2007), Shayol-Verlag)
  - 7: Jörg Isenberg, Kausalität irreparabel (in: c’t 3/2007 und 4/2007, Verlag Heinz Heise)
  - 8: Heidrun Jänchen, Slomo (in: Frank W. Haubold (Hrsg.), Das Mirakel, EDFC)
  - 9: Holger Eckhardt, Nordlicht über Venedig (in: Ronald M. Hahn, Michael K. Iwoleit, Olaf G. Hilscher (Hrsg.), Nova 12, Verlag Nummer 1 / Schaltungsdienst Lange)
  - 10: Bernhard Schneider, Modulation (in: Armin Rößler, Heidrun Jänchen (Hrsg.), Lazarus, Wurdack Verlag)
  - 11: Frank Neugebauer, Wendels Bruder (in: René Moreau, Heinz Wipperfürth (Hrsg.), Exodus 21, Eigenverlag René Moreau, Heinz Wipperfürth)

- 2007: Marcus Hammerschmitt, Canea Null (in: Helmuth W. Mommers (Hrsg.): Plasmasymphonie (Visionen 2006), Shayol Verlag)
  - 2: Thorsten Küper, Exopersona (in: Ronald M. Hahn, Michael K. Iwoleit, Olaf G. Hilscher (Hrsg.), Nova 10, Schaltungsdienst Lange)
  - 3: Rüdiger Bartsch, Eiszeit (in: Helmuth W. Mommers (Hrsg.), Plasmasymphonie (Visionen 2006), Shayol Verlag)
  - 4: Thor Kunkel, Plasmasymphonie (in: Helmuth W. Mommers (Hrsg.), Plasmasymphonie (Visionen 2006), Shayol Verlag)
  - 5: Fabian Vogt, Mysterium des Glaubens (in: Helmuth W. Mommers (Hrsg.), Plasmasymphonie (Visionen 2006), Shayol Verlag, sowie unter dem Titel Geheimnis des Glaubens in: Fabian Vogt, Die erste Ölung, Brendow Verlag)
  - 6: Frank W. Haubold, Das Orakel (in: Helmuth W. Mommers (Hrsg.), Plasmasymphonie (Visionen 2006), Shayol Verlag)
  - 7: Desirée Hoese und Frank Hoese, Wie Phönix aus der Asche (in: Helmuth W. Mommers (Hrsg.), Plasmasymphonie (Visionen 2006), Shayol Verlag)
  - 8: Ernst Vlcek, Der Leck-Mich-Am-Arsch (in: Ronald M. Hahn, Michael K. Iwoleit, Olaf G. Hilscher (Hrsg.), Nova 9, Books on Demand / Verlag Nummer 1)
  - 9: Marc Müntz, Homogenesis II: HeartCorePain (in: Ulrike Jonack (Hrsg.), Entdeckungen, Web-Site-Verlag)
  - 10: Ralph Doege, Schwarze Sonne (in: Hardy Kettlitz (Hrsg.), Alien Contact Jahrbuch 2005, Shayol Verlag)
  - 11: Uwe Post, Teufe 805 (in: Ronald M. Hahn, Michael K. Iwoleit, Olaf G. Hilscher (Hrsg.), Nova 10, Schaltungsdienst Lange)
  - 12: Frank Hebben, Das Fest des Hammers ist der Schlag (in: Ronald M. Hahn, Michael K. Iwoleit, Olaf G. Hilscher (Hrsg.), Nova 10, Schaltungsdienst Lange)
  - 13: Jan Gardemann, Geschichtsstunde für Marsianer (in: Helmuth W. Mommers (Hrsg.), Plasmasymphonie (Visionen 2006), Shayol Verlag)
  - 14: Hartmut Kasper, Neues aus der Varus-Schlacht (in: Helmuth W. Mommers (Hrsg.), Plasmasymphonie (Visionen 2006), Shayol Verlag)

- 2006: Michael K. Iwoleit, Psyhack (in: Ronald M. Hahn, Michael K. Iwoleit, Olaf G. Hilscher (Hrsg.): NOVA Nr. 8, Verlag Nummer Eins)
  - 2: Thorsten Küper, Warten auf Kogai (in: Ronald M. Hahn, Michael K. Iwoleit, Olaf G. Hilscher (Hrsg.), Nova 7, Verlag Nummer Eins)
  - 3: Thorsten Küper, Spiegelbild des Teufels (in: Helmuth W. Mommers (Hrsg.), Die Legende von Eden (Visionen 2), Shayol Verlag)
  - 4: Rainer Erler, An e-Star is born! (in: Helmuth W. Mommers (Hrsg.), Die Legende von Eden (Visionen 2), Shayol Verlag)
  - 5: Frank W. Haubold, Die Legende von Eden (in: Helmuth W. Mommers (Hrsg.), Die Legende von Eden (Visionen 2), Shayol Verlag)
  - 6: Michael K. Iwoleit, Planck-Zeit (in: Helmuth W. Mommers (Hrsg.), Die Legende von Eden (Visionen 2), Shayol Verlag)
  - 7: Frank Hebben, Memories (in: c’t 8/2005, Verlag Heinz Heise)
  - 8: Heidrun Jänchen, Elisa (in: c’t 14/2005 und 15/2005, Verlag Heinz Heise)

- 2005: Karl Michael Armer, Die Asche des Paradieses (in: Helmuth W. Mommers (Hrsg.): Der Atem Gottes und andere Visionen 2004, Shayol Verlag)
  - 2: Oliver Henkel, Mr. Lincoln fährt nach Friedrichsburg (in: Oliver Henkel, Wechselwelten, Books on Demand)
  - 3: Wolfgang Jeschke, Das Geschmeide (in: Andreas Eschbach (Hrsg.), Eine Trillion Euro, Bastei-Lübbe)
  - 4: Andreas Eschbach, Quantenmüll (in: Helmuth W. Mommers (Hrsg.), Der Atem Gottes und andere Visionen 2004, Shayol Verlag)
  - 5: Erik Simon, Desiderius Felix (in: Helmuth W. Mommers (Hrsg.), Der Atem Gottes und andere Visionen 2004, Shayol Verlag)
  - 6: Armin Rößler, Faust (in: Armin Rößler, Dieter Schmitt (Hrsg.), Deus Ex Machina, Wurdack Verlag)
  - 7: Marcus Hammerschmitt, Harmagedon – Reinhold Messner erlebt den Dritten Weltkrieg (in: Helmuth W. Mommers (Hrsg.), Der Atem Gottes und andere Visionen 2004, Shayol Verlag)
  - 8: Jörg Isenberg, Motormond (in: Helmuth W. Mommers (Hrsg.), Der Atem Gottes und andere Visionen 2004, Shayol Verlag)
  - 9: Michael Marrak, Die Ausgesetzten (in: Andreas Eschbach (Hrsg.), Eine Trillion Euro, Bastei-Lübbe)
  - 10: Angela und Karlheinz Steinmüller, Das Internetz in den Händen der Arbeiterklasse (in: Hardy Kettlitz, Hannes Riffel, Bernhard Kempen, Ronald Hoppe, Siegfried Breuer, Gerd Frey (Hrsg.), Alien Contact Jahrbuch 2003, Shayol Verlag)
  - 11: Marcus Hammerschmitt, Vaucansons Ente (in: Andreas Eschbach (Hrsg.), Eine Trillion Euro, Bastei-Lübbe)
  - 12: Jörg Isenberg, Hinter dem Gargoynenstern (in: phantastisch! No. 14, Verlag Achim Havemann)
  - 13: Bernhard Brunner, Die verbesserte Universalfernbedienung (in: Armin Rößler (Hrsg.), Dieter Schmitt (Hrsg.), Deus Ex Machina, Wurdack Verlag, sowie in: Ronald M. Hahn, Michael K. Iwoleit, Olaf G. Hilscher (Hrsg.), Nova 5, Books on Demand / Verlag Nummer 1)

- 2004: Michael K. Iwoleit, Ich fürchte kein Unglück (in: Ronald M. Hahn, Michael K. Iwoleit, Helmuth W. Mommers (Hrsg.): NOVA Nr.4, Verlag Nummer Eins)
  - 2: Holger Eckhardt, Mord an Bord (in: Ronald M. Hahn, Michael K. Iwoleit, Helmuth W. Mommers (Hrsg.), Nova 2, Verlag Nummer Eins)
  - 4: Florian F. Marzin, Palimpsest (in: Ronald M. Hahn, Michael K. Iwoleit, Helmuth W. Mommers (Hrsg.), Nova 3, Verlag Nummer Eins)
  - 5: Helmuth W. Mommers, Romanze in e-moll (in: Helmuth W. Mommers: Sex, Love, Cyberspace, Blitz-Verlag)
  - 6: Andreas Gruber, 7 Ampullen (in: Ronald M. Hahn, Michael K. Iwoleit, Helmuth W. Mommers (Hrsg.), Nova 2, Verlag Nummer Eins)
  - 7: Frank W. Haubold, Die weißen Schmetterlinge (in: Ronald M. Hahn, Michael K. Iwoleit, Helmuth W. Mommers (Hrsg.), Nova 3, Verlag Nummer Eins)
  - 7: Hugh Walker, Die wilden Leut (in: Ronald M. Hahn, Michael K. Iwoleit, Helmuth W. Mommers (Hrsg.), Nova 2, Verlag Nummer Eins)
  - 9: Rose Eden, Du Wesen Ich (in: Beate Schütz (Hrsg.), GENpest, Edition Ponte Novu)
  - 10: Frank W. Haubold, Der traurige Dichter (in: Frank W. Haubold: Das Geschenk der Nacht, Erster Deutscher Fantasy Club)
  - 11: Marc-Ivo Schubert, Loro liebt Lara (in: Ronald M. Hahn, Michael K. Iwoleit, Helmuth W. Mommers (Hrsg.), Nova 3, Verlag Nummer Eins)
  - 12: Heidrun Jänchen, Vor dem Sturm (in: Armin Rößler, Dieter Schmitt (Hrsg.), Deus Ex Machina, Story-Olympiade / Wurdack Verlag)

- 2003: Arno Behrend, Small Talk (in: Ronald M. Hahn, Michael K. Iwoleit, Helmuth W. Mommers (Hrsg.): NOVA Nr.1, Verlag Nummer Eins)
  - 2: Marc-Ivo Schubert, Die Flucht (in: Ronald M. Hahn, Michael K. Iwoleit, Helmuth W. Mommers (Hrsg.), Nova 1, Verlag Nummer Eins)
  - 3: Thorsten Küper, Neum… (in: c’t 5/2002 und 6/2002, Verlag Heinz Heise)
  - 4: Fabian Vogt, Der Garten (in: Geschichten von Phoenix und Sperling, Freundeskreis Science Fiction Leipzig e. V.)
  - 5: Uwe Neuhold, Photomat (in: Uwe Neuhold: Technostalgia, Aarachne-Verlag)
  - 6: Pia Biundo, Alle Zeit der Welt (in: c’t 23/2002 und 24/2002, Verlag Heinz Heise)
  - 7: Helmuth W. Mommers, Wir sind doch keine Wilden (in: phantastisch! No. 8, Verlag Achim Havemann)
  - 8: Uwe Hermann, Summe der Erinnerungen (in: c’t 20/2002, Verlag Heinz Heise)
  - 9: Gerd Frey, Dunkle Sonne (in: Gerd Frey: Dunkle Sonne, Shayol-Verlag)

- 2002: Michael K. Iwoleit, Wege ins Licht (in: Wolfgang Jeschke (Hrsg.): Reptilienliebe, Heyne Verlag)
- 2001: Rainer Erler, Ein Plädoyer (in: Wolfgang Jeschke (Hrsg.): Das Jahr der Maus, Heyne Verlag)
- 2000: Michael Marrak, Wiedergänger (in: ALIEN CONTACT Nr. 34, Edition Avalon)
- 1999: Michael Marrak, Die Stille nach dem Ton (in: Michael Marrak, Die Stille nach dem Ton, Edition Avalon)
- 1998: Andreas Eschbach, Die Wunder des Universums (in: Science Fiction Media 132, Herbst 1997, Verlag Thomas Tilsner)
- 1997: Michael Sauter, Der menschliche Faktor (in: c’t – Magazin für Computertechnik, Januar 1996)
- 1996: Marcus Hammerschmitt, Die Sonde (in: Marcus Hammerschmitt: Der Glasmensch, Suhrkamp Verlag, st 2473)
- 1995: Andreas Fieberg, Der Fall des Astronauten (in: DAEDALOS Nr. 0, Hubert Katzmarz Verlag)
- 1994: Wolfgang Jeschke, Schlechte Nachrichten aus dem Vatikan (in: Wolfgang Jeschke, Schlechte Nachrichten aus dem Vatikan, Heyne Verlag)
- 1993: Norbert Stöbe, 10 Punkte (in: Wolfgang Jeschke (Hrsg.): Der Fensterjesus, Heyne Verlag)
- 1992: Egon Eis, Das letzte Signal (in: Wolfgang Jeschke (Hrsg.): Das Blei der Zeit, Heyne)
- 1991: Andreas Findig, Gödel geht (in: Franz Rottensteiner (Hrsg.): Phantastische Begegnungen, Suhrkamp Verlag, st 1741)
- 1990: Gert Prokop, Kasperle ist wieder da! (in: Gert Prokop, Die Phrrks, Verlag Das Neue Berlin)
- 1989: Rainer Erler, Der Käse (in: Jörg Weigand (Hrsg.): Rettet uns!, Verlag „Die Mücke“)
- 1988: Ernst Petz, Das liederlich-machende Liedermacher-Leben (in: Wolfgang Jeschke (Hrsg.): L wie Liquidator, Heyne Verlag)
- 1987: Reinmar Cunis, Vryheit do ik jo openbar (in: Jörg E. Weigand (Hrsg.): Deutschland Utopia, Bastei Lübbe)
- 1986: Wolfgang Jeschke, Nekyomanteion (in: Wolfgang Jeschke (Hrsg.): Science Fiction Jubiläumsband – 25 Jahre Heyne SF & F 1960-1985, Heyne Verlag)
- 1985: Thomas R. P. Mielke, Ein Mord im Weltraum (in: Hans Joachim Alpers (Hrsg.): Science Fiction Almanach 1985, Moewig Verlag, SF 3656)